# Tom DeLonge
Thomas Matthew (Tom) DeLonge (Poway, 13 december 1975) is een Amerikaanse gitarist, songwriter en zanger. Hij is onder meer gitarist en zanger van de Amerikaanse punkrockband Blink-182.

## Levensloop

### Jeugd
Tom Delonge groeide op met zijn vader, moeder, broer en zus. In zijn eerste jaar op de middelbare school werd hij van school gestuurd wegens het drinken van alcohol tijdens een basketbalwedstrijd. Op zijn tweede middelbare school begon hij interesse te tonen in punkrock.

### Blink-182
In 1992 ontmoette DeLonge Mark Hoppus via diens zus. Samen met Scott Raynor begonnen ze blink-182. In 1997 verwierven ze bekendheid met de single "Dammit" van het album Dude Ranch. In 1998 werd Raynor vervangen door Travis Barker, vanwege vermeend alcoholmisbruik. In 1999 kreeg de band nog meer bekendheid met het album Enema of the State waar de hits "What's My Age Again?" en "All the Small Things" op verschenen. In 2001 werd hun bekendheid nog groter met hun album Take Off Your Pants and Jacket. In 2002 stopte DeLonge tijdelijk met Blink-182 om zich te richten op Box Car Racer. In dit 'experiment' zoals hij het zelf omschreef, kon DeLonge emoties kwijt die hij niet in blink-182 kwijt kon. Het bleef bij één album en een twee maanden durende tour.
Na Box Car Racer voegde DeLonge zich weer bij Blink-182 en bracht de groep eind 2003 hun laatste, naamloze album uit. De tour die hierop volgde was een van de redenen voor DeLonge om uit de band te stappen. Hij kon het bandleven niet meer combineren met zijn privéleven. Hij wilde meer tijd om bij zijn dochtertje Ava (geboren op 15 juli 2002) en vrouw Jennifer, met wie hij in 2001 trouwde, te zijn. Het ging al langer niet goed tussen de leden van de band. Volgens DeLonge waren ze verschillende mensen met verschillende prioriteiten en moesten zij hun eigen weg gaan.
Tijdens de Grammy Awards van 2009 maakt de band na 5 jaar een reünie bekend. Er volgt een Amerikaanse en Europese Greatest hits-tour. Na de tour verscheen hun zesde studioalbum Neighborhoods. Ter promotie volgde er nog een wereld tour. In december 2012 verscheen de Dogs Eating Dogs E.P.
In januari 2015 kwam de band met een persbericht waarin staat dat de band zal optreden, maar zonder Delonge en dat Matt Skiba van Alkaline Trio zal ging rol overnemen tijdens een festival georganiseerd door drummer Travis Barker. Delonge meldde op twitter dat hij buiten zijn weten om de band uit is gezet. In een brief die hij op Facebook plaatst, legde hij de situatie uit en vertelt hij onder meer dat hij nooit van plan was uit de band te stappen. Wel gaf hij aan dat het naar zijn mening slechte management en onredelijke voorwaarden die de band stelden voor hem redenen waren om zich niet actief te mengen voor het geplande nieuwe studioalbum. Na het focussen op andere dingen maakte Blink-182 in 2022 bekend dat DeLonge weer terug bij de band was en dat er een wereldtour en nieuw album aankwam met Tom waardoor het vertrek van Skiba een feit werd.

### Angels & Airwaves
Het was een tijd stil rondom DeLonge na de breuk. Hij was naar eigen zeggen zeer depressief en twijfelde of hij ooit nog muziek wilde maken. Eind 2005 kondigde DeLonge aan een nieuw en laatste project te beginnen, genaamd Angels & Airwaves. Andere leden van deze band zijn: David Kennedy (gitaar), Ryan Sinn (basgitaar) en Atom Willard (drums). In 2007 werd Sinn uit de band gezet. De redenen hiervoor zijn nooit publiek duidelijk geworden. Hij werd vervangen door Matt Wachter (voormalig 30 Seconds to Mars) die tevens de achtergrondzang verzorgt. Met Angels & Airwaves bracht DeLonge de albums We Don't Need To Whisper (2006), I-Empire (2007) en Love (2010) uit. Op 17 juni 2008 bracht de band een autobiografische documentaire uit genaamd Start The Machine. Hierin wordt onder meer duidelijk dat DeLonge een tijd verslaafd was aan pijnstillers. In 2012 kwam onder leiding van de groep de speelfilm LOVE uit, de film werd goed ontvangen.

### Verdere ondernemingen
DeLonge is de oprichter van Modlife. Dit is een online netwerk waarmee DeLonge de problemen in de huidige muziekindustrie wil oplossen. Bands en artiesten kunnen hier onder meer blogs, video's en muziek plaatsen, tegen betaling van de fans. Verder kunnen fans chatten met de bands en via een webcam kijken hoe het eraan toe gaat in de studio. Het moet een nieuwe, makkelijke vorm van communicatie tussen bands en fans worden. DeLonge is verder de eigenaar van Macbeth Athletics en van zijn filmbedrijf To The Stars.

## Discografie

### Solo
- To the Stars... Demos, Odds and Ends (2015)

### Blink-182
- Cheshire Cat (1995)
- Dude Ranch (1997)
- Enema of the State (1999)
- Take Off Your Pants and Jacket (2001)
- Blink-182 (2003)
- Neighborhoods (2011)
- Dogs Eating Dogs (2012)
- One More Time... (2023)

### Box Car Racer
- Box Car Racer (2002)

### Angels and Airwaves
- We Don't Need to Whisper (2006)
- I-Empire (2007)
- Love (2010)
- Love: Part Two (2011)
- The Dream Walker (2014)
- Lifeforms (2021)

## Trivia
- Delonge heeft zijn eigen gitaarmodel bij Gibson. Dit is een variant op de Gibson ES-333. Tot 2003 had hij een eigen model Stratocaster bij Fender. In 2023 werd de Stratocaster opnieuw geproduceerd. Sinds 2024 heeft DeLonge ook zijn eigen gitaarmodel Starcaster bij Fender.
- Op 15 juli 2002 werd DeLonge’s eerste dochter geboren, genaamd Ava DeLonge. De naam van DeLonge’s dochter werd later gebruikt als afkorting voor DeLonge’s andere band Angels & Airwaves.
- Op 16 augustus 2006 werd DeLonge's eerste zoontje geboren, genaamd Jonas Rocket DeLonge.
- Delonge is heilig overtuigd van buitenaards leven. Zo schoof hij al eerder voor een debat over ufo's aan bij Larry King en opende hij zijn up-to-date website over dergelijke onderwerpen, genaamd strangetimes.